# James Short
James Short (Edimburgo, 10 giugno 1710 – Londra, 14 giugno 1768) è stato un matematico e ottico scozzese.
Rimasto orfano giovanissimo, riuscì a iscriversi nel 1726 all'Università di Edimburgo. Conseguì tuttavia il diploma nel 1753 presso quella, assai prestigiosa, di St. Andrews. Discepolo del famoso matematico Colin McLaurin (1698-1746), professore a Edimburgo, fu da lui indirizzato a perfezionarsi nella lavorazione degli specchi per telescopi astronomici, sia in vetro sia in speculum, una lega di rame e di stagno allora utilizzata per questo scopo. Short divenne talmente esperto che in breve tempo la sua fama si diffuse per l'Europa intera. Divenuto membro della Royal Society, nel 1738 si stabilì a Londra. Fu uno dei fondatori della Philosophical Society di Edimburgo e, nel 1757, divenne socio straniero dell'Accademia Reale Svedese delle Scienze. Nella sua attività di costruttore, realizzò circa 1370 telescopi, dei quali 110 sono tuttora esistenti.